# Hexen: Beyond Heretic
Hexen: Beyond Heretic (zkracováno na Hexen) je akční počítačová hra vydaná společnosí Raven Software v roce 1995. Známá je jako jeden z klonů hry Doom. Hra běží na licencovaném doom enginu, který je ale podstatně vylepšen.
Hexen se dočkal jednoho datadisku, který se jmenuje Hexen: Deathkings of the Dark Citadel. Poslední verze hry je označována 1.1.

## Herní prostředí
V Hexenu si je možné vybrat povolání hlavní postavy. Na výběr jsou bojovník Baratus, mág Daedolon a klerik Parias. Každá postava má čtyři vlastnosti, kterými se jednotlivé povolání mezi sebou liší. Jsou to rychlost, obrana, magie a síla. Bojovník má nejvíce síly a rychlosti, mág má největší magii a klerik své vlastnosti vyrovnané.
Ve hře nenajdeme klasický systém levelů, kdy hráč přechází postupně z jedné úrovně do druhé. Hexen tvoří celkem pět obrovských levelů (nazývají se huby). V jednotlivých hubech je možné najít portály do dalších podúrovní. Každý hub obsahuje také jeden tajný level.

## Grafika a engine hry
Jak již bylo zmíněno je založena na koncepci hry Doom, obsahuje tedy tzv. sprity – všechny objekty jsou dvourozměrné a jsou uloženy v základním souboru hry (hexen.wad). Je jich okolo 10 000. Oproti Doomu má však Hexen engine podstatně vylepšený – dochází k interakcím mezi úrovněmi, stěny se mohou posouvat do stran (což v Doomu bylo přímo proti principům enginu), dveře se mohou otevírat v pantech, objevují se i zemětřesení a další složitější jevy jako mlha nebo vodní proud. To je možné díky tzv. speciálním polyobjektům. Ve hře se je možné pohybovat i vertikálně pomocí létání nebo skákání.
Rozlišení hry bylo v době vydání 320×200 px, ale v novější verzi pro Windows bylo zvýšeno na 512×384 px. V dnešní době je k dispozici spousta programů, které umožní hru spustit v akcelerované grafice a vyšším rozlišení.

## Zbraně
Každé povolání má k dispozici čtyři unikátní zbraně, celkem je ve hře k dispozici dvanáct rozdílných zbraní. Hráč začíná pouze se svou základní zbraní pro dané povolání a ostatní musí najít v průběhu hry. Ve hře se nevyskytuje žádná munice, ale zbraně využívají modrou a zelenou manu. Mana se dá doplňovat sbíráním magických krystalů dané barvy, nebo i kombinovaného krystalu, který doplní oba druhy many současně.

### Zbraně bojovníka
- Spiked Gauntlets (Rukavice s hroty) – Nejúčinnější základní zbraň ze všech povolání. Nepotřebuje manu.
- Timon's Axe (Timonova sekyra) – Tato sekera se může používat v boji na blízko. Využívá modrou manu.
- Hammer of Retribution (Kladivo odplaty) – Poměrně účinná zbraň využívající zelenou manu. Může se používat při boji na blízko nebo s ním házet a bojovat tak na dálku.
- Quietus – Nejsilnější bojovníkova zbraň. Je ji nutné nejdříve složit ze tří částí. Při zásahu vystřelí mohutné magické střely, které likvidují prakticky všechny nepřátele na jeden zásah.

### Zbraně kněze
- Mace of Contrition (Palcát kajícnosti) – Zbraň se dá použít pouze v boji na blízko. Nepotřebuje manu.
- Serpent Staff (Hadí hůl) – Zbraň střílí magické střely. Využívá modrou manu.
- Firestorm (Ohnivá bouře) – Umožňuje klerikovi střílet firebally, které mohou zasáhnout i více nepřátel najednou. Zbraň využívá zelenou manu.
- Wraightwerge (Hůl přízraků) – Hůl umožňuje vyvolat několik duchů, kteří okamžitě zabíjejí nepřátele. Tuto zbraň je nejprve nutné sestavit ze tří částí, které se nacházejí různě ukryté ve hře. Zbraň využívá oba druhy many.

### Zbraně kouzelníka
- Sapphire Ward (Safírová hůl) – Jako jediná základní zbraň dokáže útočí na dálku, ale zásah magickou střelou způsobuje pouze malá zranění.
- Frost Shards (Ledové střepy) – Tento svitek naučí mága zmrazovat nepřátele. Využívá k tomu modrou manu.
- Arc of Death (Oblouk smrti) – Mág vykouzlí smrtící blesk, který likviduje vše v cestě. Využívá zelenou manu.
- Bloodscourge (Krvaný bič) – Magická hůl kouzlí silné střely, které likvidují vše živé co zasáhnou. Zbraň využívá oba druhy many a je ji opět nutné sestavit ze tří částí.

## Artefakty
Artefakty ve hře Hexen jsou velmi podobné těm z Heretica. Kromě brnění je možné mít až 25 kusů každého artefaktu v inventáři.

### Brnění
- Mesh Armor (Kroužkové brnění) – Brnění nejvíce zvýší obranu bojovníkovi. Mágovi pomůže nejméně.
- Falcon Shield (Jestřábí štít) – štít je užitečný pro všechny postavy, ale největší užitek poskytuje klerikovi.
- Amulet of Warding (Amulet ochrany) – Přidává nejméně obrany ze všech předmětů. Nejvíce vylepší obranu mágovi, nejméně bojovníkovi.
- Platinum Helm (Platinová helma) – Všem postavám přidává stejně obrany.

### Ostatní předměty
- Vial (Ampulka) – Přidá okamžitě po sebrání 10 bodů zdraví.
- Quartz Flask (Křišťálová láhev) – Přidá 25 bodů zdraví. Je možné ji nosit s sebou.
- Flechette (Zelená láhev) – Tuto láhev používá každý charakter jinak. Bojovník ji hází na nepřátele a láhev vybuchne až po nějaké době jako granát. Mág ji hodí a láhev vybuchne okamžitě po dopadu. Klerikovi vytvoří na místě použití jedovatý kouř.
- Torch (Pochodeň) – Osvětluje temná místa.
- Mystic Urn (Mystická urna) – Dodá plné zdraví.
- Krater of Might (Pohár moci) – Doplní oba druhy many na maximum.
- Dragonskin Braces (Chrániče z dračí kůže) – Chrániče dočasně přidají 4 AC.
- Boots of Speed (Boty rychlosti) – Tyto boty po použití dočasně zvýší rychlost (bojovníkovi nejvíce, mágovi nejméně).
- Wings of Wrath (Přízračná křídla) – Na chvíli vám umožní létat. Své využití najdou hlavně v deathmatchi.
- Disc of Repulsion (Disk odrážení) – Disk slouží k odhození nepřátel do dálky.
- Chaos Device (Nástroj chaosu) – Teleportuje hráče na začátek levelu.
- Banishment Device (Nástroj vypuzení) – Teleportuje na začátek levelu protivníka.
- Icon of the Defender (Ikona obrany) – Bojovníka udělá na chvíli nezranitelným, mág bude moci odrážet nepřátelské střely a klerik se stane neviditelným.
- The Dark Servant (Temný služebník) – Tento artefakt vyvolá na 30 sekund obrovského minotaura, který pomáhá při souboji.
- The Porkelator (Přeměňovač na prasata) – Po výstřelu přemění několik nepřátel na neškodná prasata.

## Nepřátelé
- Affrit
- Centaur
- Dark Bishop
- Ettin
- Chaos Serpent
- Raiver
- Slaughtaur
- Stalker
- Wendigo

### Bossové
- Death Wyvern
- Heresiarch
- Korax
- Menelkir
- Traductus
- Zedek